# Нощта на шампионите (2013)
„Нощта на шампионите 2013“ (Нощта на шампионите) е 6-ият турнир, под името Night of Champions, е турнир на Световната федерация по кеч.
Турнирът е pay-per-view и се провежда на 15 септември 2013 г.

### Фон
След победата си над Джон Сина на Лятно тръшване, Даниел Брайън загубил титлата на федерацията когато специалнят гост съдия и главен оперативен директор Трите Хикса напада Брайън и позволи на Ренди Ортън да кешне своето куфарче и да стане шампион на федерацията, след Победата над Дийн Амброуз на 9 септември в епизод на Първична сила, Брайън отново бе нападнат от членовете на Щит и Ренди Ортън.

## Мачове
| # | Мач                                                                                         | Правила                                                                                               | Време |
| 1 | Майкъл Макгиликъти (c) победи Кофи Кингстън                                                 | Сингъл мач за Интерконтиненталната титла                                                              | 13:56 |
| 2 | Ей Джей Лий (c) победи Наталия (кечист), Бри Белла, и Наоми Найт чрез предаване             | Мач фатална четворка за титлата на дивите                                                             | 05:35 |
| 3 | Роб Ван Дам победи Алберто Дел Рио (c) чрез дискфалификация                                 | Сингъл мач за Световната титла в тежка категория                                                      | 13:24 |
| 4 | Миз победи Джони Къртис чрез предаване                                                      | Сингъл мач                                                                                            | 07:49 |
| 5 | Пол Хейман и Майкъл Макгиликъти победиха Си Ем Пънк                                         | Мач без дискалификации хендикап мач ако Пол Хеймън и Къртис Аксел загубят Пол Хеймън ще бъде увoлнен. | 15:43 |
| 7 | Щитът (Роман Рейнс и Сет Ролинс (c) победиха Тандем Прайм Тайм (Тайтъс О'Нийл и Дарън Йънг) | Отборен мач за отборните титли на федерацията                                                         | 07:27 |
| 8 | Даниел Брайън победи Ранди Ортън (c)                                                        | Сингъл Мач за Титлата на световната федерация по кеч                                                  | 17:33 |